# Anglade
Anglade é uma comuna francesa na região administrativa da Nova Aquitânia, no departamento da Gironda. Estende-se por uma área de 13,78 km². Em 2010 a comuna tinha 947 habitantes (densidade: 68,7 hab./km²).